# Лейст, Фредерик
Фредерик Лейст (англ. Frederick Leist, полное имя Frederick William Leist, также известен как Fred Leist; 1873—1945) — австралийский художник.

## Биография
Родился 21 августа 1873 года в пригороде Сиднея Surry Hills. Был восьмым выжившим и пятнадцатым ребенком Edward Frederick Leist и его жены Harriet Eliza, урождённой Norris (оба родились в Лондоне).
Обучался в Сиднейской художественной школе, у Джулиана Эштона изучал технику пленэра.
В 1890-х годах начал работать черно-белым художником в газетах  The Bulletin и The Sydney Mail. 29 января 1898 года он женился на Ada Sarah Roberts, у них родилась дочь. Вместе с семьёй приехал в Лондон, где с 1900 года был представителем Сиднея в лондонском журнале Graphic. Иллюстрации Лейста также были включены в книгу Commonwealth Annual 1902 года.

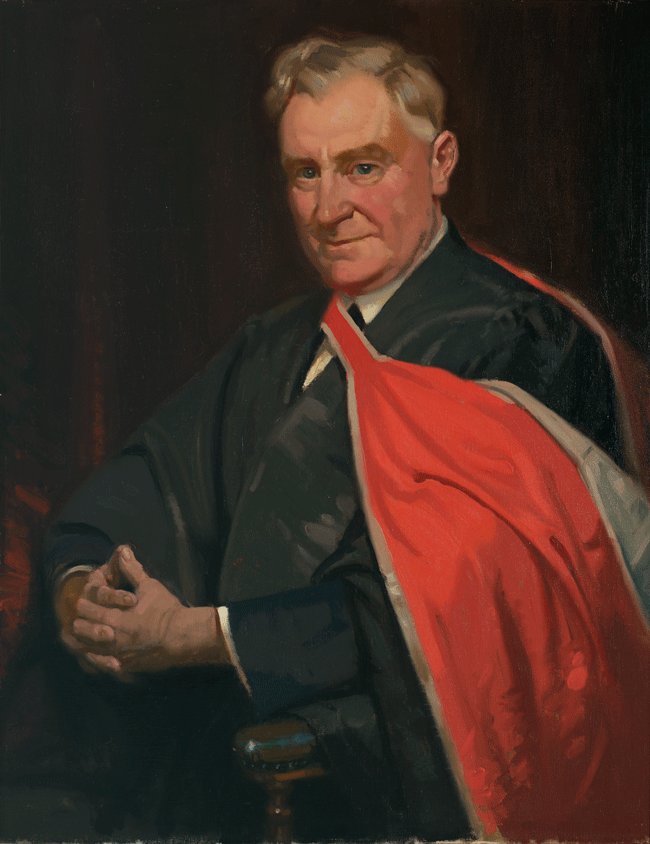
Сэр Эрл Пейдж, 11-й премьер-министр Австралии

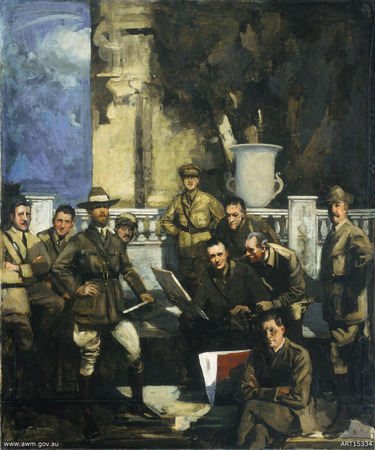
Лейст на картине Джорджа Коутса Australian official war artists, 1916-1918 (см. описание внутри иллюстрации)

Во время Первой мировой войны, с 1917 года, он был официальным военным художником австралийских войск в Европе, служил во Франции. Фредерик Лейст создал большое количество работ во время войны и после её окончания. Две его большие фрески были выполнены для австралийской делегации на Британской имперской выставке, состоявшейся в Уэмбли в 1924 году. В результате этих работ популярность Лейста возросла, и он получил несколько заказов из Соединенных Штатов и путешествовал по юго-западу Америки, включая Техас, Нью-Мексико и Аризону.
Вернувшись в Австралию в 1926 году, Лейст занял должность заведующего живописью в колледже East Sydney Technical College (ныне National Art School). Жил с семьёй в городе Мосман (ныне пригород Сиднея).
Умер от церебрального тромбоза 18 февраля 1945 года в Мосмане, был кремирован
Работы Фредерика Лейста представлены в Художественной галерее Нового Южного Уэльса, находятся в коллекции Австралийского военного мемориала в Канберре, некоторые портреты его работы находятся в Канберре здании парламента. Также работы художника находятся в нескольких частных коллекциях.